# Баньоха
Баньоха (пол. Baniocha) — село в Польщі, у гміні Ґура-Кальварія Пясечинського повіту Мазовецького воєводства.
Населення — 1935 осіб (2011).
У 1975-1998 роках село належало до Варшавського воєводства.

## Демографія
Демографічна структура станом на 31 березня 2011 року:
|          | Загалом | Допрацездатний вік | Працездатний вік | Постпрацездатний вік |
| -------- | ------- | ------------------ | ---------------- | -------------------- |
| Чоловіки | 920     | 199                | 636              | 85                   |
| Жінки    | 1015    | 221                | 602              | 192                  |
| Разом    | 1935    | 420                | 1238             | 277                  |